# Orosztony
Orosztony is een plaats (község) en gemeente in het Hongaarse comitaat Zala. Orosztony telt 454 inwoners (2001).